# Montebello (vascello)
Il Montebello fu un vascello di linea francese da 120 cannoni che prestò servizio nella marina francese dal 1813 al 1867.

## Storia

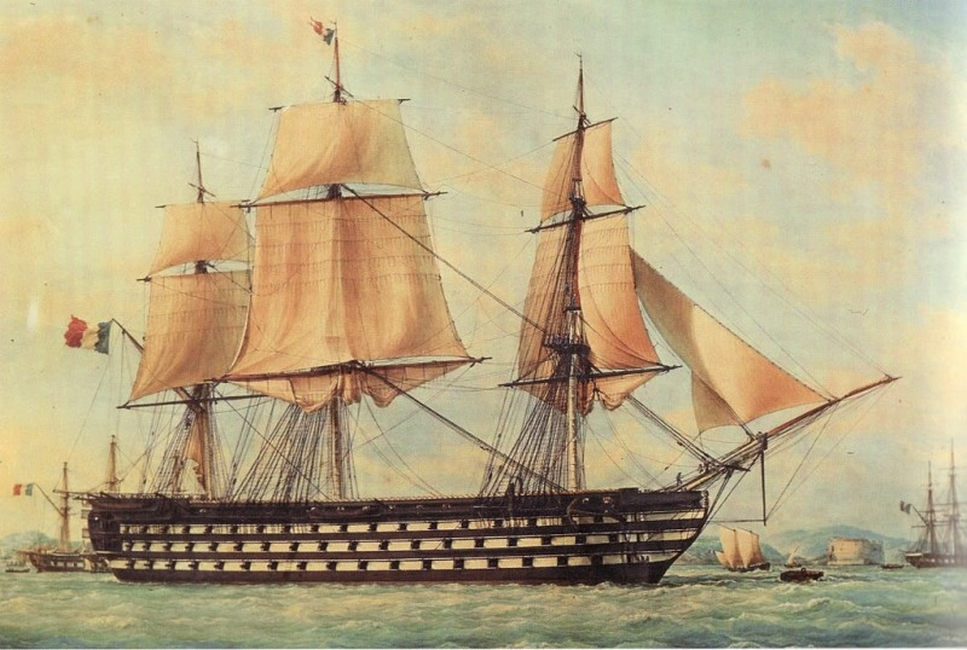
Il Montebello, di François Roux.

Il vascello da 118 cannoni Montebello, appartenente alla  Classe Commerce de Marseille, fu ordinato nel 1810, impostato presso l'arsenale di Tolone nell'ottobre dello stesso anno, varato il 6 dicembre 1812 ed entrò in servizio il 1 luglio 1813. Progettato dall'ingegnere Jacques Noël Sané fu costruito sotto la supervisione del costruttore Antoine Arnoud. Appena entrata in servizio fu posta in riserva dove rimase sino al 1834.
All'inizio degli anni Trenta del XIX secolo, la marina francese aveva in servizio sei navi da 118/120 cannoni: Océan, Majestueux, Austerliz, Wagram, Montebello, e Trocadéro. Altre quattro, Ville de Paris, Louis XIV, Friedland e Souverain erano mantenute volontariamente sullo scalo di costruzione, pronte per essere varate ed armate più o meno rapidamente se necessario. Delle sei navi in servizio, visto lo stato di vetustà, fu deciso di mantenerne solo tre, la Océan a Brest, e la Montebello e la Trocadéro a Tolone, ritenute meglio conservate delle altre tre. Questi bastimenti, inattivi da diversi anni, necessitavano di importanti riparazioni prima di essere messi in armamento.
Nel 1834 il Montebello rientrò in servizio attivo; il 31 ottobre 1836 si arenò presso la Grosse Tour, a Tolone, venendo successivamente rimesso a galla. A partire dal 1 aprile 1851, dopo una ispezione in cui il suo scafo fu giudicato poco usurato da quaranta anni di servizio, fu trasformato in nave a propulsione mista, senza subire l'allungamento dello scafo. Fu installata una macchina a vapore Indret a 2 cilindri oscillanti inclinati, erogante la potenza di 140 CV (100 kW). Le successive prove in mare furono disastrose e, così equipaggiato, il Montebello raggiunse la velocità massima di 7 nodi. La causa fu attribuita all'elica per la quale non era stato previsto l'alloggiamento dell'albero, e aumentava la resistenza idrodinamica. Il suo armamento consisteva in 115 cannoni: 32 da 36 lb, 34 da 24 lb, 34 da 12 lb, 14 da 8 lb e 12 carronate da 36 lb.  Il 25 agosto 1852 rientrò in servizio attivo, e il 25 marzo 1853 salpò da Tolone con la squadra per raggiungere l'isola di Salamina, da cui poi si portò a Brest.
Nel 1854 prese parte alla guerra di Crimea come nave di bandiera dell'ammiraglio Armand Joseph Bruat, comandante la 2ª Squadra. Il  31 marzo 1854  la squadra navale salpò da Tolone per trasportare truppe a Gallipoli, dove arrivò il 17 aprile. Gallipoli divenne la base operativa della squadra, che il 30 giugno penetrò nel Mar Nero rimorchiando le navi mercantili con a bordo i 9.000 soldati della 4ª Divisione fanteria che dovevano essere sbarcati a Varna.  Successivamente, nel luglio 1854, raggiunse la squadra navale dell'ammiraglio Hamelin a Baltchick. Il 21 le due squadre combinate esplorarono le coste della Crimea sotto gli ordini di Dundas, Lyons e Bruat. Il  3 luglio una epidemia di colera colpì sia le truppe a terra che gli equipaggi della navi,  ed in pochi giorni morirono 120 marinai. L'11 agosto tutte le navi francesi, tranne  Montebello, Henri IV e Jean-Bart, lasciarono la rada di Varna nel tentativo di fermare i contagi. Alla fine del mese a bordo del Montebello erano deceduti 230 membri dell'equipaggio.
Il 5 marzo 1855 prese parte all'assedio di Sebastopoli, poi alla spedizione a Kerč' e alla battaglia di Kinburn. Il 19 novembre 1855 l'ammiraglio Brouat decedette a bordo del Montebello a causa del colera. Rientrata a Tolone il 31 novembre, poco tempo dopo fece parte della squadra d'osservazione dell'ammiraglio Gaud Amable Hugon pronta a d intervenire in qualsiasi parte del Mediterraneo le esigenze della Francia lo richiedessero. La nave fu posta in riserva nel 1857. 
Nel 1860 il Montebello sostituì il Suffren a Tolone come nave scuola per l'artiglieria e per i timonieri al comando del capitano di vascello Yves Chevalier. Il 7 aprile 1863 a bordo si verificò un grave incidente quando esplose la culatta di un cannone provocando quattro morti e quattordici feriti. Il 20 giugno 1867 divenne  nave caserma galleggiante. Fu demolita nel 1889.

### Fonti
1. 1 2 3  Three Decks.
2. 1 2 3 4 5 6 7 8 9 10 11 12 13 14 15 16 17 18 19 20  Dossier Marine.
3. 1 2 3 4  Troisponts.
4. ↑   The Weather in France, in The Times, n. 16257, 10 novembre 1836,  p. 7, colonna C.